# Mączniak rzekomy sałaty

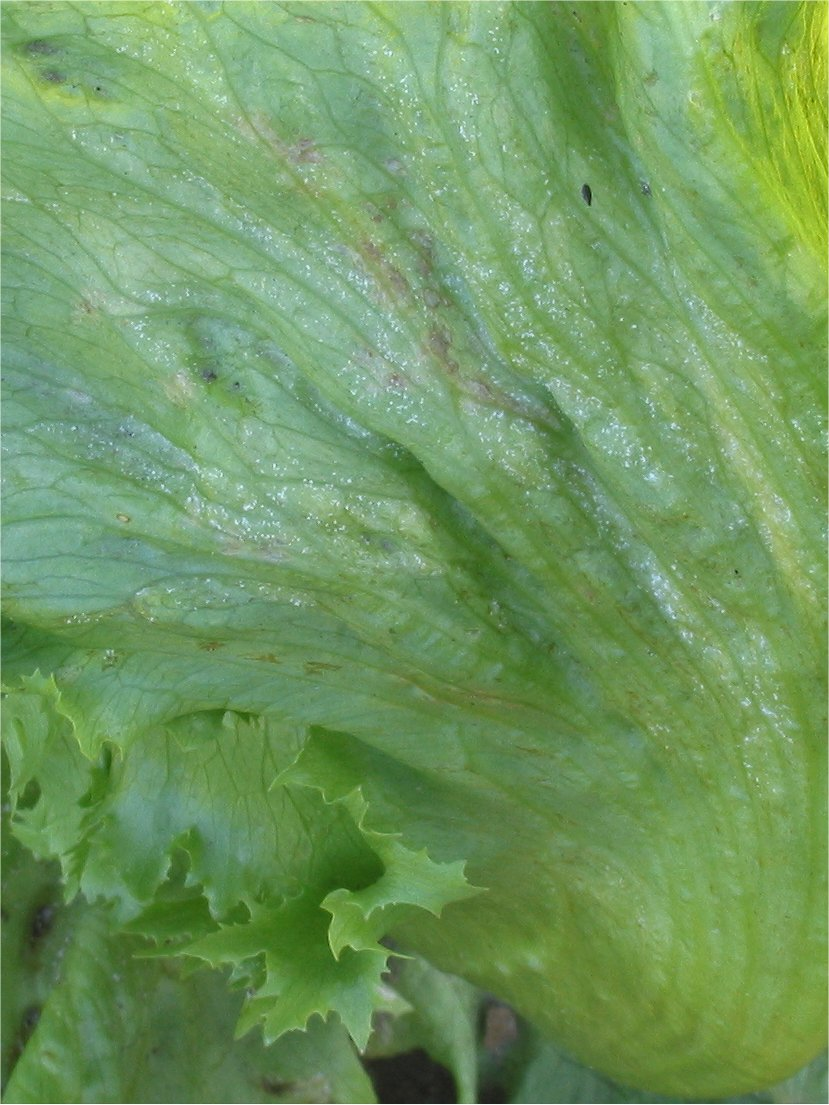
Nalot Bremia lactucae na liściu sałaty

Mączniak rzekomy sałaty (ang. downy mildew of lettuce) – choroba sałaty wywołana przez Bremia lactucae. Jest to organizm grzybopodobny zaliczany do lęgniowców, a wywołana przez niego choroba należy do grupy chorób zwanych mączniakami rzekomymi.

## Występowanie i szkodliwość
Choroba występuje na całym świecie i jest najpoważniejszą chorobą sałaty. W Europie po raz pierwszy stała się problemem już w 1843 roku, w USA po raz pierwszy odnotowano jej wystąpienie w 1875 roku. Powoduje straty, które bezpośrednio objawiają się w wysokości plonu zebranego z pola, ale nie są to jedyne straty. Dalsze straty pojawiają się podczas transportu i przechowywania sałaty, psują się bowiem porażone liście i główki sałaty, które pozornie nie miały objawów choroby. Ponadto porażone przez Bremia lactucae części roślin są wtórnie infekowane przez Botrytis cinerea powodujący szarą pleśń. Na Florydzie zanotowano straty plonu sięgające do 100%.  
Choroba występuje zarówno w uprawie gruntowej, jak i w uprawach pod osłonami. W przypadku sałaty uprawianej na liście występuje wiosną i jesienią, na plantacjach nasiennych często latem, podczas deszczowej i ciepłej pogody. Wysokość szkód jest uzależniona od wilgotności powietrza, podatności danej odmiany oraz obecności w glebie patogena.

## Objawy
Gdy do siewu użyto nasion porażonych przez Bremia lactucae, objawy pojawiają się już na hipokotylu młodych siewek,  Porażony hipokotyl ulega zbrunatnieniu, pojawia się na nim białoszary nalot, a cała roślina ulega systemicznej infekcji, to znaczy strzępki patogenu przerastają do różnych jej części.  Na górnej stronie liści tworzą się chlorotyczne plamy, które powiększają się, później stają się oliwkowożółte, w końcu brunatne. Plamy te ograniczone są nerwami liścia. Pod plamami na dolnej stronie liścia tworzy się nalot podobny do tego na hipokotylu. Przy silnym porażeniu części rośliny, lub cała roślina obumierają.

## Etiologia i epidemiologia
Źródłem infekcji pierwotnej są oospory zimujące w glebie na porażonych, obumarłych resztkach roślin, a czasami także zainfekowane nasiona. W sezonie wegetacyjnym na porażonych roślinach wytwarzane są zarodniki sporangialne, które rozprzestrzeniają chorobę dokonując infekcji wtórnych. Zarodnikowanie odbywa się w temperaturze 4–20 °C, temperatura optymalna dla patogenu to 6–11 °C. Zarodniki wytwarzane są nocą, a uwalniają się podczas deszczowej pogody. Roznoszone są przez krople deszczu i wiatr. Zarodniki wyrzucone przez rozbryzgujące się krople deszczu dostają się na niewielkie tylko odległości, porażając sąsiednie rośliny, lub inne części tej samej rośliny, ale przez wiatr mogą być przenoszone nawet na dziesiątki kilometrów bez utraty zdolności kiełkowania. Kiełkują przy temperaturze 0–21 °C, temperatura optymalna wynosi 15 °C. W sprzyjających patogenowi warunkach czas od infekcji do wytworzenia zarodników wynosi 5–7 dni. Czas zwilżenia niezbędny do wykiełkowania zarodników wynosi 5–7 godzin. Najbardziej sprzyjające patogenowi warunki występują wiosną i jesienią, i to tłumaczy najsilniejszy rozwój choroby w tych porach roku.

## Ochrona
Największe znaczenie ma profilaktyka i prawidłowa uprawa. Sadzonki należy produkować tylko ze zdrowych nasion, na podłożu pozbawionym patogena. Skuteczną praktyką jest uprawa odmian odpornych na tę chorobę. W uprawie pod osłonami podlewa się rośliny rzadko, ale obficie w godzinach przedpołudniowych, tak, by woda mogła szybko wyparować z powierzchni liści. Na plantacjach nasiennych stosuje się ochronę chemiczną. Pierwsze opryskiwania należy rozpocząć najpóźniej w momencie pojawienia się pierwszych objawów choroby, lepiej jednak profilaktycznie zrobić to wcześniej. Stosuje się fungicydy strobiliurynowe, fenyloamidowe, ditiokarbaminianowe lub tiokarbamylowe.